# Фаїза Джама Мохамед
Фаїза Джама Мохамед (англ. Faiza Jama Mohamed; нар.. 1958 року) — сомалійська активістка з прав жінок, регіональна директорка в Африці «Рівність зараз» (англ. Equality Now). Вона доклала багато зусиль для агітації за протокол Мапуто та проти обрізання жіночих статевих органів.

## Життєпис
Фаїза Джама Мохамед народилась 1958 року та здобула ступінь магістра ділового адміністрування Каліфорнійського державного університету у Фресно. У 1998 році вона також отримала диплом з прав людини Інституту соціальних досліджень (МКС) у Гаазі.
У 2004 році Фаїза Джама Мохамед написала працю Pambazuka News, в якій аргументувала важливість дотримання принципів Африканського протоколу про права жінок. Вона також написала ряд статей для The Guardian .

## Праці
- 'African Union Protocol on the Rights of Women in Africa: the SOAWR Campaign' («Протокол Африканського союзу про права жінок в Африці: кампанія SOAWR»), in Roselynn Musa, Faiza Jama Mohammed and Firoze Manji (eds.) Breathing life into the African Union protocol on women's rights in Africa, pp.14–18.
- (ed. with Brenda Kombo and Rainatou Sow) Journey to Equality: 10 Years of the Protocol on the Rights of Women in Africa, Equality Now, 2013. (Подорож до рівності: 10 років Протоколу про права жінок в Африці)